# Campeonato Mundial de Endurance da FIA de 2017
O Campeonato Mundial de Endurance da FIA de 2017 foi a sexta temporada do Campeonato Mundial de Endurance da FIA (em inglês: FIA World Endurance Championship), uma competição automobilística internacional organizada pela Federação Internacional de Automobilismo (FIA) e pelo Automobile Club de l'Ouest (ACO). O WEC, como também é conhecido, é destinado a protótipos desportivos (LMP) e carros de Gran Turismo (GT).
A temporada teve nove etapas, incluindo a 85ª edição das 24 Horas de Le Mans. O campeonato começou com as 6 Horas de Silverstone, em abril, e terminou com as 6 Horas do Bahrein, em novembro.
Brendon Hartley, Earl Bamber e Timo Bernhard, da Porsche, venceram o Campeonato Mundial de Pilotos, que é reservado aos competidores das classes LMP1 e LMP2. Já a dupla Bruno Senna e Julien Canal conquistou o Troféu de Pilotos LMP2.
Reservado às classes LMGTE-Pro e LMGTE-Am, o Campeonato Mundial de Pilotos GT foi vencido pela dupla Alessandro Pier Guidi e James Calado da AF Corse. Já o Troféu de Pilotos LMGTE-Am ficou com o trio Mathias Lauda, Paul Dalla Lana e Pedro Lamy.
A Porsche derrotou a Toyota e conquistou o título do Campeonato Mundial de Construtores LMP1. Já no Campeonato Mundial de Construtores GT, onde ambas as classes participam (LMGTE-Pro e LMGTE-Am), o vencedor foi a Ferrari, com a Ford terminando em segundo, a Porsche em terceiro e a Aston Martin em quarto.
O Troféu de Equipes ficou com a Vaillante Rebellion na LMP2, AF Corse na LMGTE-Pro e Aston Martin Racing na LMGTE-Am.

## Calendário
| Etapa  | Corrida                          | Circuito                          | Local                    | Data             |
| ------ | -------------------------------- | --------------------------------- | ------------------------ | ---------------- |
| 1      | 6 Horas de Silverstone           | Circuito de Silverstone           | Silverstone, Reino Unido | 16 de abril      |
| 2      | 6 Horas de Spa-Francorchamps     | Circuito de Spa-Francorchamps     | Spa, Bélgica             | 6 de maio        |
| 3      | 24 Horas de Le Mans              | Circuito de La Sarthe             | Le Mans, França          | 17 a 18 de junho |
| 4      | 6 Horas de Nürburgring           | Nürburgring                       | Nürburg, Alemanha        | 16 de julho      |
| 5      | 6 Horas do México                | Autódromo Hermanos Rodríguez      | Cidade do México, México | 3 de setembro    |
| 6      | 6 Horas do Circuito das Américas | Circuito das Américas             | Austin, Estados Unidos   | 16 de setembro   |
| 7      | 6 Horas de Fuji                  | Fuji Speedway                     | Oyama, Japão             | 15 de outubro    |
| 8      | 6 Horas de Xangai                | Circuito Internacional de Xangai  | Xangai, China            | 5 de novembro    |
| 9      | 6 Horas do Bahrein               | Circuito Internacional do Bahrein | Sakhir, Bahrein          | 18 de novembro   |
| Fonte: |                                  |                                   |                          |                  |